# Liang Chen
Liang Chen (梁晨S, Liáng ChénP; Nanchino, 25 febbraio 1989) è un'ex tennista cinese.

## Statistiche

### Doppio

#### Vittorie (6)
| Legenda               |
| --------------------- |
| Grande Slam (0)       |
| Ori Olimpici (0)      |
| WTA Finals (0)        |
| WTA Elite Trophy (1)  |
| Premier Mandatory (0) |
| Premier 5 (0)         |
| Premier (0)           |
| International (5)     |

| N. | Data              | Torneo                                              | Superficie  | Compagna         | Avversarie in finale                           | Punteggio            |
| 1. | 20 settembre 2014 | Guangzhou International Women's Open, Canton        | Cemento     | Chuang Chia-jung | Alizé Cornet Magda Linette                     | 2-6, 7–6(3), [10-7]  |
| 2. | 8 marzo 2015      | BMW Malaysian Open, Kuala Lumpur                    | Cemento     | Wang Yafan       | Julija Bejhel'zymer Ol'ga Savčuk               | 4-6, 6-3, [10-4]     |
| 3. | 23 maggio 2015    | Internationaux de Strasbourg, Strasburgo            | Terra rossa | Chuang Chia-jung | Nadežda Kičenok Zheng Saisai                   | 4–6, 6–4, [12–10]    |
| 4. | 8 novembre 2015   | WTA Elite Trophy, Zhuhai                            | Cemento (i) | Wang Yafan       | Anabel Medina Garrigues Arantxa Parra Santonja | 6-4, 6-3             |
| 5. | 7 agosto 2016     | Jiangxi International Women's Tennis Open, Nanchang | Cemento     | Lu Jingjing      | Shūko Aoyama Makoto Ninomiya                   | 3-6, 7–6(2), [13-11] |
| 6. | 29 aprile 2018    | Istanbul Cup, Istanbul                              | Terra rossa | Zhang Shuai      | Xenia Knoll Anna Smith                         | 6-4, 6-4             |

#### Sconfitte (5)
| Legenda               |
| --------------------- |
| Grande Slam (0)       |
| Argenti Olimpici (0)  |
| WTA Finals (0)        |
| WTA Elite Trophy (0)  |
| Premier Mandatory (0) |
| Premier 5 (0)         |
| Premier (2)           |
| International (3)     |

| N. | Data              | Torneo                                   | Superficie  | Compagna         | Avversarie in finale                           | Punteggio        |
| 1. | 10 gennaio 2015   | Shenzhen Open, Shenzhen                  | Cemento     | Wang Yafan       | Ljudmyla Kičenok Nadežda Kičenok               | 4-6, 6(6)–7      |
| 2. | 29 agosto 2015    | Connecticut Open, New Haven              | Cemento     | Chuang Chia-jung | Julia Görges Lucie Hradecká                    | 3-6, 1-6         |
| 3. | 6 marzo 2016      | BMW Malaysian Open, Kuala Lumpur         | Cemento     | Wang Yafan       | Varatchaya Wongteanchai Yang Zhaoxuan          | 6-4, 4-6, [7-10] |
| 4. | 21 maggio 2016    | Internationaux de Strasbourg, Strasburgo | Terra rossa | María Irigoyen   | Anabel Medina Garrigues Arantxa Parra Santonja | 2-6, 0-6         |
| 5. | 24 settembre 2016 | Toray Pan Pacific Open, Tokyo            | Cemento     | Yang Zhaoxuan    | Sania Mirza Barbora Strýcová                   | 1-6, 1-6         |

## Circuito WTA 125

### Doppio

#### Vittorie (1)
| N. | Data             | Torneo                | Superficie | Compagna   | Avversarie in finale                  | Punteggio |
| 1. | 15 novembre 2015 | Hua Hin Open, Hua Hin | Cemento    | Wang Yafan | Varatchaya Wongteanchai Yang Zhaoxuan | 6-3, 6-4  |